# Cevat Güler
Cevat Güler (* 3. Dezember 1959 in Perşembe) ist ein türkischer Fußballtrainer. Er trat kurz auf das Rampenlicht der türkischen Fußballbühne, als er 2008 als interimsmäßiger Nachfolger des gefeuerten Karl-Heinz Feldkamp Galatasaray Istanbul noch mit einer Siegesserie zum Meistertitel führte.

## Karriere
Nach Schulbesuch in seiner Geburtsstadt Ordu absolvierte er 1981 die Anadoluhisarı Gençlik ve Spor Akademie. Dort beschäftigte Güler sich hauptsächlich mit Gymnastik und Athletik.
1985 begann er bei Küçükköy Kültürspor seine Trainerlaufbahn. Noch im selben Jahr wechselte Cevat zu Gaziosmanpaşaspor, wo er zwischen 1985 und 1997 Funktionen im Jugendbereich wahrnahm.
1997 erhielt er die Trainerlizenz des türkischen Fußballverbandes. und arbeitete von 1997 bis 2000 im Jugendbereich von Beşiktaş Istanbul. 2000 bis 2001 war er im Trainerstab des Istanbuler Amateurvereins Kartal Belediyespor. In der Saisonen 2001/02 war Cevat Güler Chef-Trainer des Istanbuler Drittligisten Yıldırım Bosnaspor, den er auf den dritten Platz führte.
Mit dem Amtsantritt von Karl-Heinz Feldkamp zu Beinn der Saison 2007/08 bei Galatasaray, wo er bereits 1993 Meister wurde, als Nachfolger des Belgiers Erik Gerets erhielt Güler den Posten des Assistenztrainers.
Sechs Spieltage vor Saisonende, nach einem Heimunentschieden gegen Gaziantepspor, einem Verein aus dem Tabellenmittelfeld, lag Galatasaray zwei Punkte hinter dem vom vormaligen brasilianischen Weltstar Zico trainierten Titelverteidiger Fenerbahçe – und Galatasaray und Feldkamp trennten sich. Cevat Güler wurde Interimstrainer und gewann alle restlichen Spiele – dabei war ein 1:0 gegen Fenerbahçe – und wurde so noch mit sechs Punkten Vorsprung Meister. Der 36-jährige Altstar Hakan Sükür, der immerhin noch elfmal einnetzte, der Ex-Schalker Brasilianer Lincoln Cássio de Souza Soares und der Kameruner Rigobert Song zählten zu den bekanntesten Erscheinungen des Meisterkaders.
Er war in der nächsten Saison unter Cheftrainer Michael Skibbe wieder Assistenztrainer, wenngleich nach dessen Entlassung Ende Februar 2009 er diesmal nicht interimsmäßig übernahm, sondern mit Bülent Korkmaz ein neuer Trainer geholt wurde. Am Saisonende verließ Güler den Verein.
Er trat wieder aufs Rampenlicht, nachdem er im Juni 2012 den aserbaidschanischen Erstligisten Rəvan FK in der Hauptstadt Baku übernahm. Ab August, nach einem Unentschieden und drei Niederlagen, war er wieder auf Jobsuche.
Am 13. April 2013 gab Orduspor bekannt, dass man Güler als neuen Chef-Trainer engagiert habe. Er wurde der Nachfolger von Héctor Cúper, der zuletzt fünf Niederlagen in Serie in der Süper Lig einfuhr. Unter Güler expandierte die Mannschaft diese Serie auf zehn Spiele und stieg als Vorletzter ab. Erkan Sözeri versuchte in der Saison darauf den Wiederaufstieg, wurde aber nur Dritter. 2014/15 qualifizierte sich Orduspor für die dritte Liga.

## Erfolg
- Mit Galatasaray Istanbul
  - Türkischer Fußballmeister: 2007/08